# Alfred Georges Paul Martin
Pour les articles homonymes, voir Alfred Martin, Martin (nom de famille) et Martin.
Alfred Georges Paul Martin (nom de plume AGP Martin), né au Ribey (Mayenne) le 14 septembre 1863, et mort à Pau le 16 mai 1938, est un officier-interprète français de l'armée d'Afrique et auteur d'ouvrages sur l'Afrique du Nord. Martin entre dans l'armée en 1881 et fait toute sa carrière en Afrique du Nord. Grand connaisseur de la langue et des mœurs du monde arabe, ses ouvrages firent parfois polémique.

## Enfance normande
Alfred Martin est issu d'une famille normande de Parigny petite commune de la Manche. Ses parents Pierre Julien Martin, gendarme à cheval de la brigade de Coutances et Célestine Ameline Savary se marièrent à Coutances le 28 novembre 1860. Ils eurent deux enfants nés dans les différents lieux d'affectation de Pierre Julien. Alfred Georges Paul au Ribey puis Maria Thérése à Pont-L'Evèque le 28 octobre 1869. Ayant perdu sa mère à l'âge de 7 ans, Alfred Martin fit ses études à Avranches.
Après un premier emploi de clerc de notaire à Mortain, il résolut d'entrer dans l'armée. Mais il garda toujours son attachement à sa région où il revenait régulièrement lors de ses congés.

## Carrière militaire
Engagé pour cinq ans à Granville en 1881 il intégra le 2e régiment de chasseurs d'Afrique en 1885. Il découvre alors l'Algérie qui vient de connaître une importante révolte arabe des Ouled Sidi Cheikh menée par Cheikh Bouamama dans l'ouest. Il prolonge alors son engagement et entre dans le corps des spahis au 2e régiment basé à Oran. Il se familiarise alors avec la langue et les coutumes arabes et décide alors de passer le concours d'officier-interprète. 
Reçu au concours en 1890, il passera progressivement tous les échelons et finira interprète-principal. Il sera affecté dans de nombreux postes du sud-algérien. Avec la pénétration militaire, s'était posé le problème de l'administration des populations indigènes. On avait créé des cercles et annexes répartis sur tout le territoire occupé. Ils étaient placés sous l'autorité d'officiers des affaires indigènes aidés dans leurs tâches par des officiers-interprètes. En 1891, AGP Martin fut affecté sous l'autorité du commandant Lamy pour la création du poste d'El Golea qui était alors le poste le plus avancé de la pénétration militaire française vers le sud. Il fut chargé alors de donner une conférence auprès des officiers de la région de Saïda pour expliquer les vues du gouverneur général en faveur d'une avancée vers le Sud. Ce fut sa première publication dans La Revue africaine en 1893.

### Découverte et la connaissance du Sahara
En 1892, il est en poste à Géryville et participe aux expéditions et reconnaissances du colonel Godron dans le Sahara. Il produit alors une enquête sur la confrérie des Amamya qui sera reprise dans l’ouvrage de Coppolani et Depont sur les confréries religieuses musulmanes Puis il est envoyé dans les postes de l'est algérien : Biskra, Touggourt, Ouled Djellal où il entreprend à la demande du général commandant la division de Constantine une recherche sur les monuments religieux de la région de Touggourt.
À sa demande, il est ensuite nommé dans l'extrême sud à Adrar et In Salah. Les oasis sahariennes (Gourara, Tidikelt, Touat) venaient d'être occupées par l'armée française avec la prise d'In salah (décembre 1899) par les bataillons du colonel Pein et Germain qui accompagnaient la mission du géologue Georges-Barthélemy Médéric Flamand. Quand Martin y arriva à la fin de 1904, les territoires du Sud étaient alors sous l'autorité du colonel Laperrine. C'est sur la recommandation du colonel Laperrine qu'il fut détaché en dehors de ses fonctions ordinaire d’officier-interprète dans une mission d'enquête historique et géographique sur les Oasis sahariennes qui restaient alors très mal connues et dont il fit ensuite la matière de son premier ouvrage. Ce fut un travail long et difficile qui dura près de deux ans. Il s'adjoignit l'aide d’un taleb d’Adrar, un savant religieux, Si Mohammed Moulaï Ben Hachem qui l'introduisit dans les vieilles familles des oasis et lui procura des documents. La publication de son ouvrage Les Oasis sahariennes qui mettait en valeur des aspects nouveaux de l'histoire de ces régions lui valurent alors des difficultés avec les autorités militaires.

### Expérience marocaine
Après avoir subi quelques mesures de rétorsion de sa hiérarchie, et désireux d'élargir son expérience du monde arabe, il obtint une affectation auprès de l'état-major du corps de débarquement à Casablanca au début de l'année 1908. Il suit alors la campagne de conquête du Maroc notamment en Chaouia contre la tribu des M'Dakra. Il mène alors une enquête économique et sociale sur la région de la Chaouia dont il tirera quelques articles publiés dans La Vie coloniale en 1912. 
Déçu par l'attitude de sa hiérarchie militaire, il quitta l'armée et revint en métropole.

### Retour en France
Revenu en métropole en 1912 il prit en emploi de professeur de langue et de sociologie arabes à Bordeaux. Lors de la Grande guerre, il fut mobilisé et nommé chef du service d'assistance et de surveillance des affaires arabes de la 18e division militaire (Bordeaux) Il s'y montra « très occupé de ses ressortissants arabes ou mahométans, utile aux indigènes hospitalisés et aux travailleurs ».
En 1917, il fut promu officier de la Légion d'honneur.

## Appréciations des chefs militaires
« Intelligent capable, dévoué. A fait un travail sur les confréries religieuses qui lui a valu les félicitations du gouverneur général. Rend de réels services tant à Geryville qu’à El Golea. » « A des connaissances étendues sur les usages et les coutumes des indigènes. Traite avec soin les questions qui lui sont confiées. Mérite d’attirer l’attention de ses chefs. » Godron capitaine du cercle de Géryville.
« C’est un officier-interprète dont la vigueur et l’entrain marchent de pair avec la science et le désir de se rendre utile. Esprit chercheur, lettré cultivé … travailleur infatigable et produisant beaucoup et toujours des études d’un puissant intérêt documentaire. L’histoire de l’insurrection Chaouïa et celles des massacres de Casablanca sont dues à ses recherches et à sa plume. » Lyautey, commandant de la division d'Aïn Sefra.
« il a été employé à Ghardaïa, Saida, Geryville Ain Sefra Adrar Ouled Djellal, toujours dans des postes difficiles. S’est toujours montré à la hauteur de sa tâche modifiant peu à peu les exubérances de sa nature et les lacunes de ses connaissances professionnelles. Actif, intelligent, instruit, d’une tenue très belle. Très bon cavalier. Officier interprète au-dessus de la moyenne. » « Mérite d’être proposé comme chevalier de la Légion d’honneur . » Colonel Pujat commandant à Touggourt.
« Sert à l’entière satisfaction de ses chefs. En dehors de son travail à l’annexe s’occupe avec beaucoup de zèle et de fanatisme même, à rechercher dans les ksour des manuscrits qui lui permettront de faire un travail intéressant touchant les relations du Touat et du Gourara avec le Maroc. » Laperrine, commandant militaire des Oasis.

## Les ouvrages
AGP Martin est l'auteur de deux ouvrages qui servent encore de référence concernant l'histoire du Sahara et du Maroc ainsi que d'ouvrages de vulgarisation.

### Ouvrages censurés
Les Oasis sahariennes : le livre comprend une partie historique et une partie géographique. La partie historique va de la période gétules jusqu'à la conquête française en 1900. Elle a mis en lumière une présence juive très ancienne au Sahara ainsi que les relations qu'entretenait le royaume du Maroc sur le Gourara, le Touat et le Tidikelt. Curieusement les chapitres VII, VIII, IX, X, XI, XII et XIII sont dits "réservés" et sont restés en blancIls ont été censurés et Martin n'a été autorisé à les publier par les autorités militaires françaises qu'à la condition de retirer les chapitres consacrés à l'histoire du Maroc sous les dynasties chérifiennes. 
Les recherches de Martin montraient les liens qui n'avaient jamais cessé entre le royaume marocain et la région des oasis. Il soulevait ainsi un problème épineux pour la diplomatie française vis-à-vis du Maroc dans le cadre des relations alors conflictuelles avec l'Allemagne. L'occupation française risquait d'apparaître comme une atteinte à la souveraineté marocaine dont l'Allemagne avait fait un casus belli avec la crise de Tanger en 1905. L'obstination de Martin à vouloir publier son ouvrage lui avait valu l'animosité de Napoléon Lacroix alors chef du service des affaires indigènes et de Charles Jonnart, gouverneur général de l'Algérie. Un courrier du gouverneur général au ministre de la guerre le confirme explicitement : « Les indications de M Martin tendent à prouver que depuis nombre de siècles les souverains du Maghreb avaient disposé sans discontinuité de leur autorité sur cette partie du Sahara … Nous ne pouvons courir le risque de voir répandre une opinion contraire à celle que nous avons hautement affirmée jusqu’à présent. »
La partie géographique constitue un tableau précis de la vie économique et sociale avec des données statistiques. 
Quatre siècles d'histoire marocaine : dans cet ouvrage centré plus explicitement sur le Maroc, Martin reprend les chapitres qui avaient été censurés en 1908. L'ouvrage publié en 1924 avaient perdu avec la fin du conflit avec l'Allemagne son aspect polémique. Il comporte en outre une chronologie précise des évènements sur la conquête du Maroc.
Ces deux ouvrages furent salués par la critique pour l’originalité de la méthode. "L’originalité et la valeur du livre viennent de ce qu’il est écrit du point de vue indigène ; c’est l’histoire saharienne et la pénétration française comme aurait pu le faire un lettré touatien au courant de nos méthodes historiques. Les documents essentiels sont publiés in extenso avec les notes nécessaires à leur compréhension ; ils sont reliés par une narration claire et précise… L’histoire du Maroc de 1892 à 1912 a l’accent personnel d’un témoin clairvoyant qui nous change de l’histoire officielle ; point d’accès laudatifs, pas d’hypercritique. Une narration qui vise à l’impartialité objective.
Ces deux livres servent toujours de référence sur des problématiques actuelles, parfois polémiques : l'ancienneté de la présence juive au Maghreb, le statut des confins algéro-marocains, l'ancienneté des manuscrits du Touat.

### Ouvrages de vulgarisation
- Géographie nouvelle de l’Afrique-du-Nord, Forgeot and C° éditeurs, Paris, 1912. Martin y montre principalement l'unité de l'ensemble maghrébin.
- Méthode déductive d’arabe nord-africain vulgaire et régulier, Ernest Leroux, Paris. 1919. Cette méthode à destination des élèves de l'école de commerce se veut pragmatique et alterne en plusieurs leçons exercices et notions théoriques.
- Précis de sociologie nord-africaine, Tome1, Ernest Leroux, Paris, 1913. Tome 2, 1920 Il y montre sous forme simplifiée les caractéristiques de la société arabe et musulmane. On y décerne les contradictions de l'époque entre la mentalité coloniale et une forme de respect envers la civilisation arabo-musulmane.
- Le Maroc et l’Europe, Ernest Leroux, Paris, 1928. Le livre aborde la question du Maroc dans la diplomatie européenne au moment de la conférence de Paris en 1928.